# Піфон (вазописець та гончар)

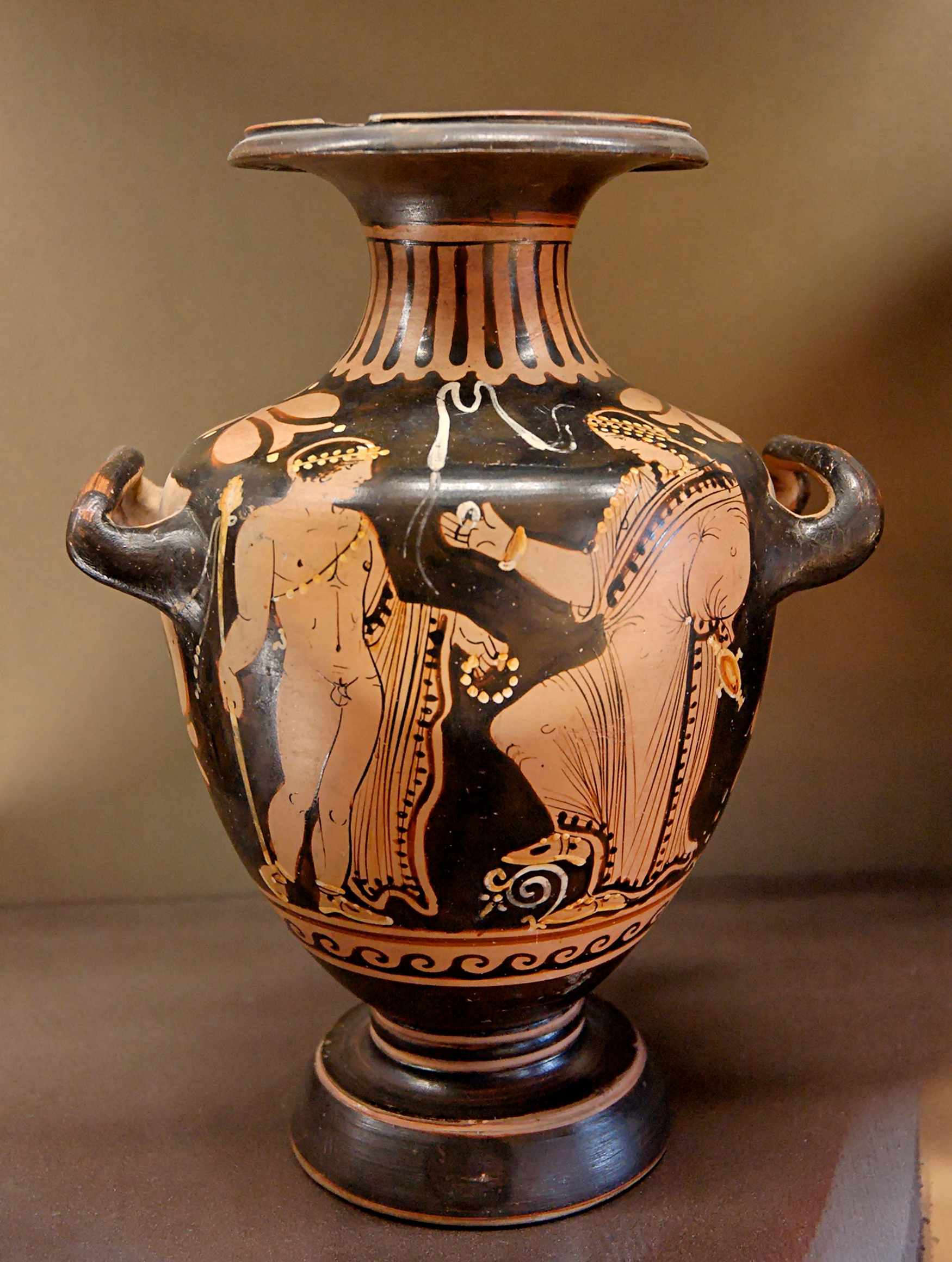
Гідрія із зображенням сатира та жінки, Лувр

Піфон (нім. Python (Vasenmaler))  — давньогрецький вазописець та гончар, працював у Пестумі в період в середині IV століття до н. е. у червонофігурній техніці.
Вважається учнем вазописця Астея, і хоча мав цілком індивідуальну техніку, все ж дотримувався декоративних принципів свого учителя, зокрема використовував поліхромію.
Піфон підписав дві вази і створив кілька великих кратерів зі складними композиціями, часто натхненними роботами Астея. Проте роботи Піфона відрізняються ще більшою яскравістю кольорів, у тому числі додаткових, та ще частішим використанням рослинних орнаментів. Серед додаткових кольорів Піфон використовував білий, жовтий, червоний, золотисно-жовті тони.

## Відомі роботи
- кілікс-кратер N 3157 (K 33) із зображенням Кадма, що бореться із драконом. Нині зберігається у Луврі.[2].
- кілікс: Діоніс із тирсом, Лувр, експонат K 364.
- дзвоноподібний кратер K 238: принесення козла у жертву, Лувр.
- гідрія із зображенням сатира та жінки, експонується у Луврі[3].
- скіфос із зображенням танцюючої менади, Британський музей, експонат GR 1867.5-8.1171.
- кратер із зображенням Ореста в Дельфах, Британський музей.
- дзвоноподібний кратер, підписаний майстром: Алкмена на поховальному багатті, Британський музей[4].
- дзвоноподібний кратер: зустріч Електри та Ореста, Національний археологічний музей Іспанії, Мадрид.